# Jesse av Kakheti
Jesse av Kakheti, död 1615, var en georgisk monark. Han var kung i kungariket Kakheti mellan 1614 och 1615.